# Ezop (bergketen)
De Ezop (Russisch: Эзоп) is een bergketen in het Russische Verre Oosten op de grens van de kraj Chabarovsk en de oblast Amoer. De Ezop heeft een lengte van ca. 150 kilometer en bereikt een maximale hoogte van 1.906 meter boven zeeniveau. Het gebergte bestaat voornamelijk uit graniet en vulkanische gesteenten. Beneden de 1.200 meter hoogte zijn de hellingen vooral bedekt met lariksbossen. Een deel van de keten ligt in het strikte natuurreservaat Zapovednik Boereinski.